# Сан Грегорио Матезе
Сан Грего̀рио Матѐзе (на италиански: San Gregorio Matese) е село и община в Южна Италия, провинция Казерта, регион Кампания. Разположено е на 765 m надморска височина. Населението на общината е 986 души (към 2010 г.).